# Bogdanka (literarni lik)
Bogdanka je literarni lik v knjigi Šivilja in škarjice, avtorja Dragotina Ketteja.

## Umestitev v zgodbo
Bogdanka predstavlja mlado, delavno deklico, ki si služi kruh kot šivilja pri grajski gospe. Nekega dne si je zaželela, da bi imela takšne škarjice, ki bi rezale in tudi nehale rezati ko bi jim deklica to ukazala. Želja se ji je izpolnila. Kmalu pa je k Bogdanki prišla grajska gospa, ki jo je zanimalo, zakaj deklica hitreje in bolj natančno šiva. Bogdanka ji je vso zgodbo zaupala, vendar ji je grajska gospa želela škarjice vzeti. To ji je tudi uspelo, deklico pa je napodila od hiše. Bogdanka je po poti odšla v gozd, gospa pa se je odločila, da bo škarjice preizkusila. Vendar je namesto jopico mi urežite rekla jopico mi zrežite. In škarjice so ji izrezale vse obleke in napadle tudi njo. Gospa je tekla za Bogdanko in ta jo je škarjic rešila. Gospodarica je deklici ponudila mošnjo cekinov in jo prosila, da naj se vrne. Vendar se Bogdanka ni želela vrniti. Odšla je domov in tam si je s svojimi škarjicami zaslužila premoženje.

## Opis
Bogdanka je tipična predstavnica tistega časa, ko so si morali iti otroci že zelo mladi služiti kruh, ker njihovi starši niso imeli denarja, da bi jih preživljali. Gospodarji teh ubogih otrok so prav tako kot v tej zgodbi kruti in neizprosni. 
Deklico je grajska gospa kljub njeni odkritosti, ko je namreč povedala svoji gospodarici o škarjicah, kaznovala s tem da jih ji je vzela. 
Bogdanka predstavlja pošteno deklico, kakršnih v današnjem času primanjkuje. Kljub težkemu in napornemu delu, ki ga je morala opravljati, se ni pritoževala. Je pa vseeno skrivaj upala na boljše življenje, ki bi ga ji prinesle takšne škarjice, ki bi rezale same. In ravno zaradi njene poštenosti in skromnosti, se ji je želja uresničila. 
V deklici vidimo tudi naivnost, sej je mislila, da bo gospa vesela zanjo, ko ji je povedala, kakšne škarjice ima. Ta pa je nečimrna in hoče imeti vse zase, ko pa zaide v težave, se hitro pokesa in prosi Bogdanko za pomoč.
Od Bogdanke se lahko naučimo veliko, npr. da so skromnost, poštenost in dobrota pomembne vrednote, ki jih tudi v današnjem svetu ne gre zanemarit.